# McCartney (album)
Pour les articles homonymes, voir McCartney.
Albums de Paul McCartney
The Family Way
(1967) Ram
(1971)
McCartney est le premier album solo de Paul McCartney, paru le 17 avril 1970 en Grande-Bretagne, et trois jours plus tard aux États-Unis. Il est enregistré entre décembre 1969 et février 1970, pendant la difficile période qui marque la fin des Beatles. Soutenu par sa femme Linda, le multi-instrumentiste joue de tous les instruments et enregistre seul, chez lui ainsi qu'aux studios Morgan et EMI, faisant de ce début en solo l'un des premiers albums de rock créditant un seul artiste pour tous les instruments. C'est en le rendant disponible aux médias le 10 avril 1970 qu'il annonce la séparation des Beatles.
L'ambiance de ce premier disque solo se rapproche d'un enregistrement maison ; la plupart des sessions de production ont lieu chez Paul McCartney, qui enregistre tous les instruments sur un magnétophone à quatre pistes. L'album compte treize morceaux ; huit chansons et cinq titres instrumentaux. Ceux-ci sont des improvisations démontrant la versatilité instrumentale de McCartney. Les huit morceaux chantés sont épurés. Il s'agit notamment de compositions répétées, voire enregistrées avec les Beatles (comme Junk ou Teddy Boy). Le titre le plus connu est sans doute Maybe I'm Amazed, qui devient l'un des classiques composés par le bassiste et un élément récurrent de ses concerts ultérieurs.
En Amérique, McCartney monte en flèche à la première place du Billboard 200, et y reste trois semaines, devenant double platine. En Grande-Bretagne, il est détrôné par l'album le plus vendu de l'année 1970, Bridge over Troubled Water du duo Simon et Garfunkel. McCartney tient la seconde position pendant trois semaines, et passe un total de 32 semaines dans les hit-parades.

## Historique

### Contexte
En 1969, dans la foulée de l'enregistrement de l'album Abbey Road, les Beatles se séparent après plusieurs mois de tensions, à l'initiative de John Lennon qui quitte le groupe le 20 septembre. Paul McCartney vit particulièrement mal cette séparation qui n'est pas annoncée au public, et les complications qu'elle génère. Les soucis juridiques liés au manager du groupe Allen Klein, avec qui il a refusé de signer, l'isolent face aux autres membres du groupe, et l'heure est aux incertitudes.
Le bassiste se retire donc dans sa propriété écossaise avec son épouse Linda et sa fille, et y compose quelques chansons en se ressourçant. Certaines d'entre elles, comme Junk et Teddy Boy, composées plus tôt et déjà travaillées avec les Beatles, ne demandent qu'à être enregistrées. De retour dans sa propriété londonienne de Cavendish Avenue, McCartney se fait installer un dispositif d'enregistrement à quatre pistes Studer pour pouvoir travailler chez lui. Après en avoir testé les possibilités sur une composition récente, The Lovely Linda, il se décide à enregistrer tout un album seul.
McCartney n'est pas le premier à publier de son côté : Lennon a déjà mis plusieurs singles et un album live sur le marché en tant qu'artiste solo, tandis que Ringo Starr est sur le point de sortir son tout premier album, Sentimental Journey. Dans le même temps, Allen Klein prépare la finition de l'album Let It Be en confiant les bandes enregistrées en janvier 1969 à Phil Spector, et utiliser toutes les dernières bandes des Beatles avant leur séparation pour faire un tout dernier album.

### Enregistrement

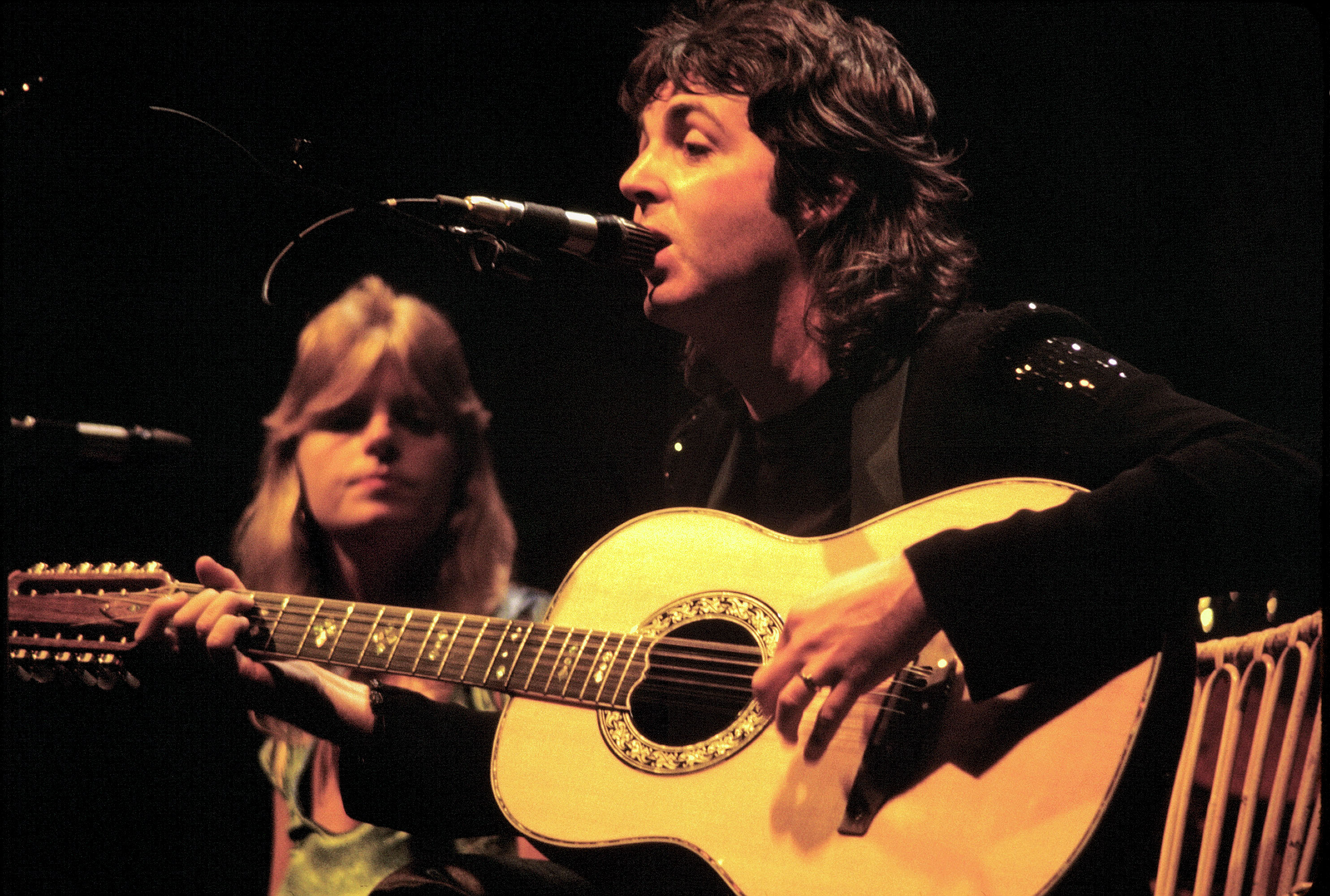
L'album est le résultat du travail du seul Paul McCartney, soutenu par sa femme Linda.

Paul McCartney enregistre donc son premier album seul à domicile avec l'aide de son épouse Linda, qui s'occupe des chœurs et le soutient psychologiquement durant cette dure période. The Lovely Linda est la première chanson travaillée, comme l'explique le musicien : « C'est la première chanson que j'ai enregistrée, pour tester la machine. Sur la première piste, il y avait le chant et la guitare, sur la deuxième une autre guitare acoustique, puis j'ai rajouté des claquements de mains sur un livre et enfin la basse ». À quatre exceptions près, toutes les chansons sont enregistrées dans le studio-maison de Cavendish Avenue, en décembre 1969 et janvier 1970.
L'instrumental Kreen-Akrore est enregistré le 12 février dans les studios Morgan de Londres. La chanson Suicide est également enregistrée mais non retenue (elle est disponible quarante ans plus tard en tant que bonus sur la réédition de l'album), puis des overdubs sont effectués sur les chansons enregistrées précédemment. Finalement, McCartney retourne à la fin du mois dans l'enceinte familière des studios EMI d'Abbey Road où il enregistre trois dernières chansons : Maybe I'm Amazed, Every Night et Man We Was Lonely.
En tout, McCartney joue des guitares, de la basse, de la batterie, du piano, du xylophone, de l'orgue, du mellotron, et même « des arcs et des flèches ». Il s'agit ainsi de l'un des premiers albums de rock créditant un seul artiste pour tous les instruments. Il insiste particulièrement sur le rôle de Linda : « Strictement parlant, elle fait les harmonies, mais bien sûr ça va bien plus loin que ça car elle est une épaule sur laquelle se reposer, un deuxième avis, et une photographe renommée. Plus que tout cela, elle croit en moi, constamment. » Outre l'instrumentation, McCartney se charge seul de la production de l'album. Les seules personnes extérieures au couple McCartney impliquées dans la réalisation de l'album sont des ingénieurs du son d'Abbey Road, Robin Black et Chris Thomas. Le mixage est effectué aux studios Morgan.

### Parution et réception

L'album sort dans le contexte troublé de la séparation des Beatles, et ajoute aux tensions entre les quatre membres du groupe.

La sortie de l'album McCartney se fait dans un contexte tendu : Ringo Starr est sur le point de publier Sentimental Journey, et celui-ci est envoyé par ses camarades au domicile de Paul McCartney pour le convaincre de repousser la sortie de son album afin de ne pas faire d'ombre à Let It Be prévu pour avril 1970. Le batteur est littéralement chassé par son ancien complice. McCartney maintient la sortie de son disque au 17 avril, et insère une semaine plus tôt, dans les pressages promotionnels destinés aux médias, une « auto-interview » où il annonce clairement la fin des Beatles. Sur les circonstances de cette rupture et ses motifs, il déclare : « Des différends personnels, des différends en affaires, des différends musicaux, mais plus que tout parce que je passe de meilleurs moments avec ma famille. Temporaire ou permanent ? Je ne sais pas vraiment. » Il y scelle également la fin de la signature Lennon/McCartney et explique qu'il n'a pas eu envie d'être aidé par les autres Beatles pour son album. Cette date du 10 avril 1970 est retenue historiquement comme celle de l'annonce officielle de la séparation des Beatles, et c'est donc Paul McCartney qui se l'attribue.
Lorsque John Lennon avait littéralement dissous le groupe en septembre 1969, en annonçant son départ définitif à ses camarades, il avait été convenu, entre eux et leur manager Alen Klein, compte tenu des nombreux enjeux commerciaux et du matériel restant à publier, de garder le secret. Il est donc rompu par Paul dans son propre timing, et John Lennon se montre particulièrement outré par cette façon de procéder, qu'il considère notamment comme une opération publicitaire. Paul se justifie en 1970 : « Je n'ai pas quitté les Beatles. Les Beatles ont quitté les Beatles, mais personne ne veut être celui qui annonce que la fête est finie », et ajoute des années plus tard : « La réaction dans le monde a été quelque chose comme « C'est officiel ! Les Beatles se sont séparés ! », alors que nous le savions depuis des mois. C'est sorti comme ça, vraiment, mais je crois que c'est la presse qui a mal interprété. Le disque était sorti avec ce questionnaire et cette explication bizarre de ce que je faisais. En fait, ça n'était destiné qu'à la presse. Je crois que certaines personnes ont pensé que c'était une manière détournée de me faire de la pub alors que c'était uniquement une façon d'éviter d'avoir à rencontrer la presse ».
Au Royaume-Uni, l'album connaît d'ores et déjà un grand succès : avant même sa sortie, il fait l'objet de 19 000 commandes, lui assurant dès lors une place dans le top 10. Les ventes le poussent en deuxième position des hit-parades, derrière Bridge over Troubled Water, le carton de l'année par Simon et Garfunkel. Aux États-Unis, l'album atteint la première place du Billboard 200. Aucun single n'est issu de l'album, et la plupart des chansons ne sont jamais réinterprétées en concert par McCartney. Maybe I'm Amazed devient cependant un classique du musicien.
L'accueil critique est assez mitigé à l'époque, son aspect artisanal augurant d'une carrière parfois jugée inégale. Rolling Stone se déclare pour sa part déçu par les cinq morceaux instrumentaux. Robert Christgau partage le même avis, notamment sur le jeu de percussions de Kreen-Akrore, et se demande ironiquement si Linda McCartney ne devrait pas s'occuper de la batterie. Même George Harrison, ancien comparse des Beatles, critique l'album : « Je crois que les chansons That Would Be Something et Maybe I'm Amazed sont bonnes, tandis que le reste du disque est dans la moyenne. J'ai aimé ce nouveau disque même s'il m'a déçu […] Les arrangements de Junk et Teddy Boy auraient pu être mieux réalisés. John, Ringo et moi rencontrons d'autres musiciens. J'ai l'impression que Paul n'agit pas de cette manière. Linda est la seule personne qui peut lui dire si une chanson est bonne ou mauvaise. »

## Analyse artistique
McCartney est l'un des albums de Paul McCartney où celui-ci, en multi-instrumentiste, joue de tous les instruments et chante toutes les parties vocales lui-même, à l'exception de certains chœurs de son épouse Linda. Il réitère cette performance un peu plus de dix ans plus tard avec McCartney II. De façon moins prononcée, Chaos and Creation in the Backyard et Memory Almost Full (parus respectivement en 2005 et 2007) reprennent également ce concept d'auteur multi-instrumentiste, même si d'autres musiciens interviennent à l'occasion,. Il répétera l'expérience en décembre 2020 avec son album McCartney III, enregistré seul chez lui lors de son confinement durant les premiers mois de la pandémie de Covid-19.
Huit des treize titres de l'album peuvent être considérées comme des chansons conventionnelles, bien qu'elles soient très différentes de ce qui se fait à l'époque, comparativement à Led Zeppelin, Pink Floyd, David Bowie et d'autres. Parmi elles, Maybe I'm Amazed est unanimement reconnue comme la perle de l'album : cette déclaration d'amour à Linda qui passe du calme à la tension et démontre le potentiel vocal de McCartney devient rapidement un classique. That Would be Something, composée en 1969 autour d'un riff de guitare, est également considérée comme une chanson de qualité. S'y joignent également deux compositions datant du séjour des Beatles en Inde, Teddy Boy et Junk : travaillées par les Beatles en 1969, elles avaient alors été laissées à l'écart. The Lovely Linda est une chanson très courte enregistrée à titre d'essai et laissée comme telle. Every Night et Man We Was Lonely sont également des compositions plus simples.
La grande particularité de l'album tient aux cinq morceaux restants, qui sont des instrumentaux parfois improvisés sur le moment. Cette proportion est assez rarement atteinte à l'époque. Ces morceaux sont souvent considérés comme les temps faibles de l'album. Hot as Sun/Glasses est une composition du temps des Quarrymen, datée de 1958, à la fin duquel McCartney colle un morceau de verres chantants, qui justifie la fin du titre. À la fin de ce segment, un autre collage se fait entendre : il s'agit de la chanson rejetée Suicide. Singalong Junk est une reprise instrumentale de Junk, dans une version plus aboutie. Enfin, Kreen-Akrore est construit autour d'un solo de batterie et de vocalises, et clôt l'album.
Le recto de la pochette présente une photo sobre : sur fond noir, des cerises sont alignées sur une rambarde blanche, autour d'un bol rempli de jus rouge. Au dos figure le titre de l'album, surplombant une photographie de l'artiste abritant dans son manteau la première fille née de son union avec Linda, Mary. L'intérieur de la pochette s'ouvre sur de nombreuses photographies du couple prises par Linda.

## Liste des chansons
Toutes les chansons sont écrites et composées par Paul McCartney.
| 1. | The Lovely Linda (en)        | 0:43 |
| 2. | That Would Be Something (en) | 2:38 |
| 3. | Valentine Day                | 1:42 |
| 4. | Every Night (en)             | 2:32 |
| 5. | Hot as Sun/Glasses           | 2:07 |
| 6. | Junk                         | 1:55 |
| 7. | Man We Was Lonely            | 2:56 |

| 8.  | Oo You                  | 2:47 |
| 9.  | Momma Miss America (en) | 4:04 |
| 10. | Teddy Boy               | 2:24 |
| 11. | Singalong Junk          | 2:35 |
| 12. | Maybe I'm Amazed        | 3:50 |
| 13. | Kreen-Akrore            | 4:13 |

## Fiche technique

### Interprètes
- Paul McCartney : chant, guitare acoustique, guitare électrique, basse, piano, orgue, mellotron, batterie, percussions, spray, verres, xylophone, production, arrangements, prise de son, mixage
- Linda McCartney : chœur
- Robin Black : prise de son
- Chris Thomas : prise de son

## Réédition
Le 18 avril 2020, une version vinyle à tirage limité est publiée pour le Record Store Day.
Un boîtier édition limitée contenant ses trois albums homonymes sera mis en vente en 2022.